# أندريا لوبيز
أندريا لوبيز (بالإسبانية: Andrea López)‏ هي ممثلة كولومبية، ولدت في 7 ديسمبر 1977 بكالي في كولومبيا.

## وصلات خارجية
- أندريا لوبيز على موقع IMDb (الإنجليزية)
- أندريا لوبيز على موقع ألو سيني (الفرنسية)
- أندريا لوبيز على موقع قاعدة بيانات الأفلام السويدية (السويدية)
- أندريا لوبيز على موقع قاعدة بيانات الفيلم (الإنجليزية)
- أندريا لوبيز على موقع كينوبويسك (الروسية)